# 嘉道理農場暨植物園

嘉道理農場暨植物園KFBG標誌

嘉道理農場暨植物園（英語：Kadoorie Farm and Botanic Garden，縮寫：KFBG），前稱嘉道理農業輔助會，是香港一個環境保育教育中心及植物園，位於新界大埔區大帽山北坡和山麓，林錦公路近林村白牛石以及元朗觀音山一帶，佔地148公頃，範圍橫跨了大埔區和元朗區。

## 成立歷史

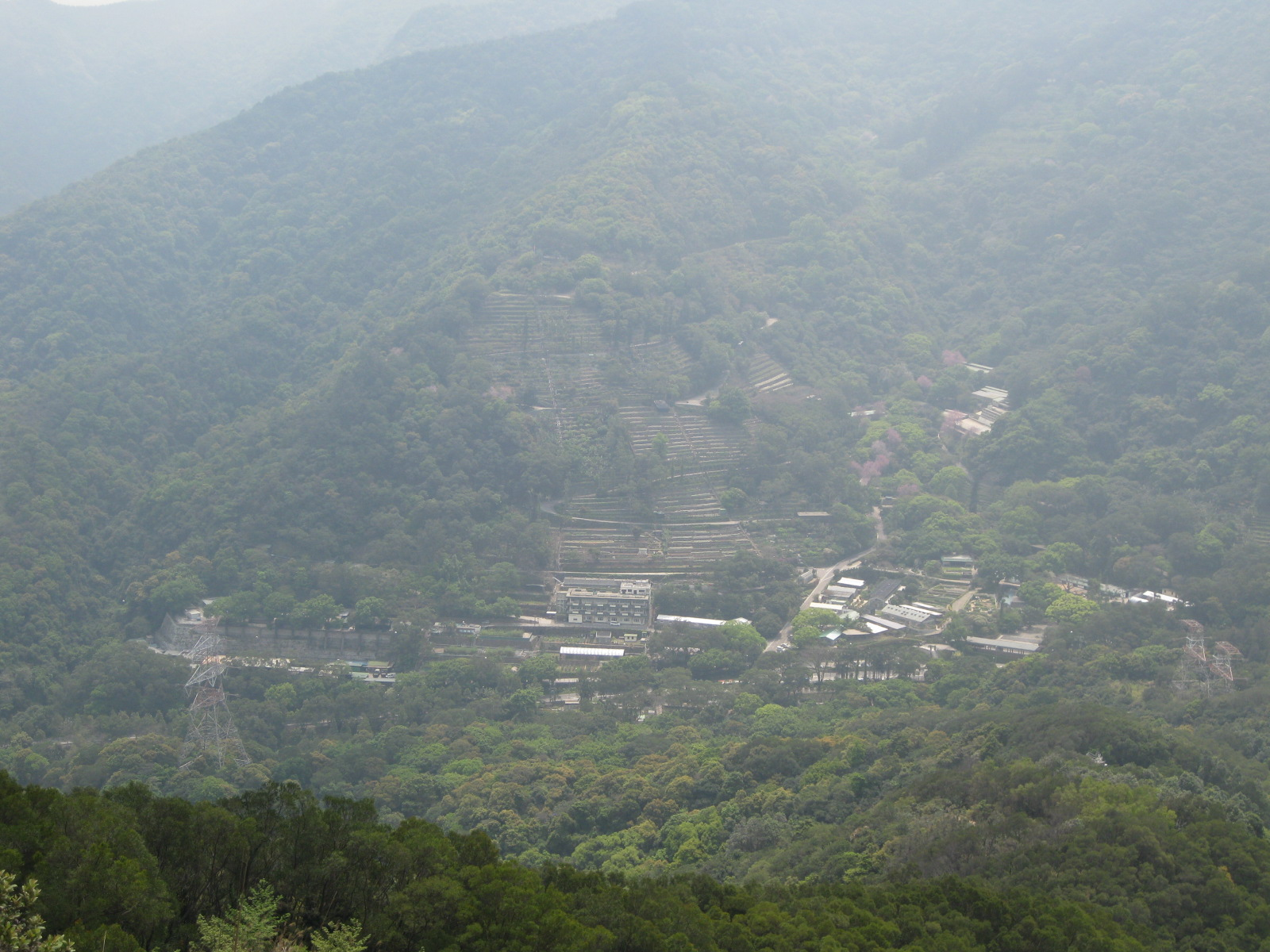
嘉道理農場暨植物園全景

1949年，大量中國大陸難民湧入當時的英國殖民地香港。猶太裔的羅蘭士·嘉道理勳爵及賀理士·嘉道理爵士兄弟在1951年聯同胡禮先生（Mr. Norman Wright）和胡挺生先生攜手創立「嘉道理農業輔助會」（Kadoorie Agricultural Aid Association，簡稱「KAAA」），研究及開發農業技術，讓這些中國移民務農維生。
賀理士爵士偶然在大帽山的高嶺發現一株無人料理的橘樹，當時一般相信香港的高嶺地勢太陡峭而氣候潮濕，不適宜種植柑橘屬樹木，然而山上那株橘樹仍能生長，由此萌生開設嘉道理農場的主意。五年後的1956年獲政府批租現址的土地並以「嘉道理試驗及推廣農場」名稱營運，示範高效能及有利可圖的耕種和畜牧方法，同時致力改善牲口的品種及培訓香港農民和駐港的啹喀兵。
1995年1月20日，香港立法局通過條例使嘉道理農場暨植物園正式成為法團。2016年是嘉道理農場暨植物園成立60週年紀念。

## 現況

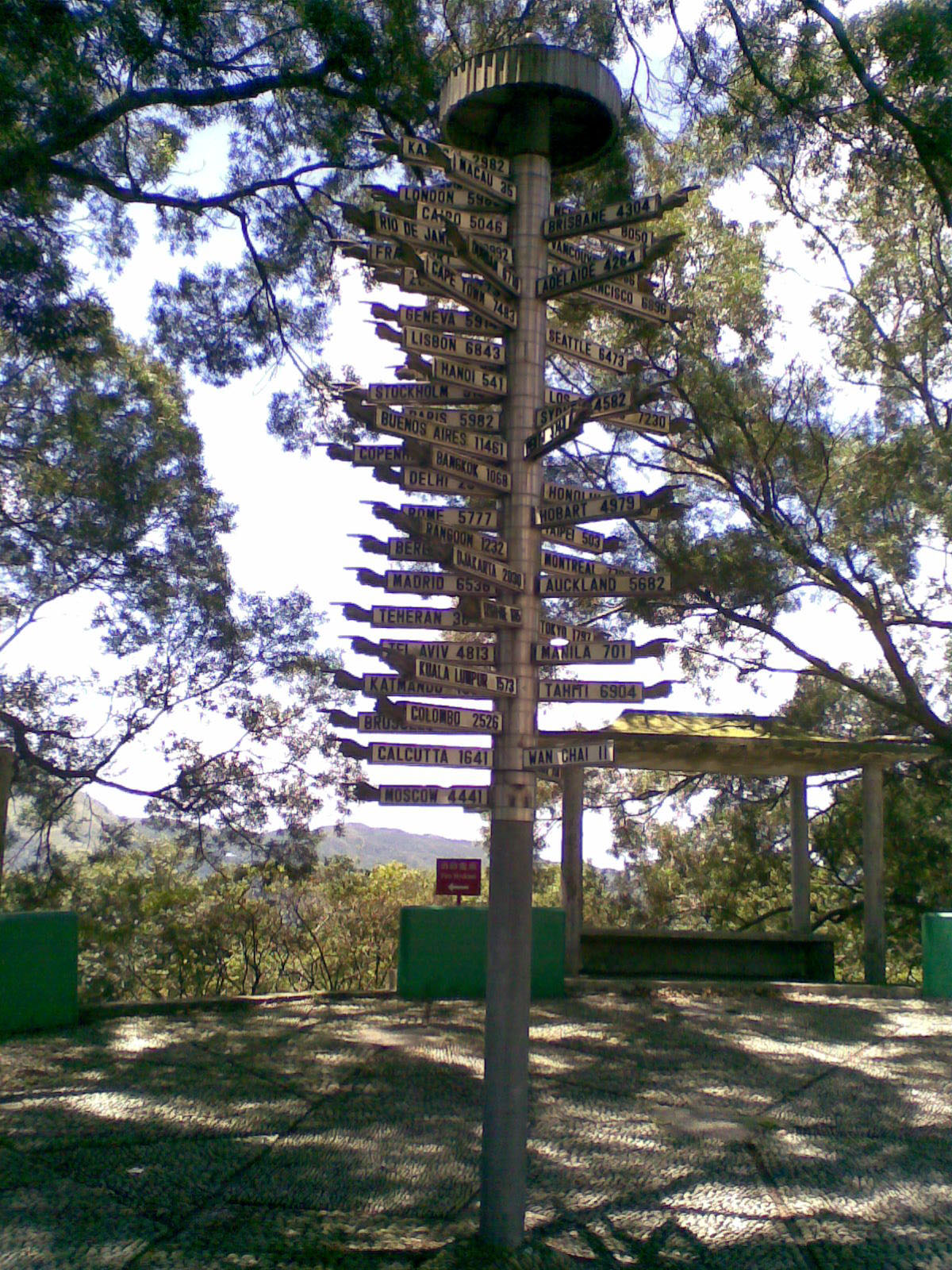
世界主要城市指示牌

隨著香港的農業日漸式微，於1995年1月立法局通過《嘉道理農場暨植物園公司條例》，嘉道理農場暨植物園正式成為非牟利及慈善機構，把重點轉移至自然保護及自然教育方面。
嘉道理農場暨植物園雖然是一所公眾公司，但其資金和管理由私人經營，經由「嘉道理慈善基金」信託人委任的董事局獨立管理。
嘉道理農場暨植物園每年開支約為8,000萬港元，由「嘉道理慈善基金」撥出，148公頃的土地部份屬政府租地，其他為機構擁有。嘉道理農場暨植物園與多個政府組織、大學和非政府機構進行多個合作項目。
員工數目約244人（80多名為專家，硏究員及行政人員，例如蝙蝠、爬蟲類、獸醫、哺乳類、蘭花、鳥類、淡水魚類、本土樹木、地理資訊系統、種子保育、教育、有機耕種、昆蟲、DNA 研究、藝術教育、體驗式教育、園藝冶療等等）

### 董事局成員
- 麥哥利（Andrew McAulay（页面存档备份，存于），主席），KFBG奠基者羅蘭士勳爵與賀理士爵士的孫兒和孫甥。
- 貝思賢（Ian D. Boyce），前寶源亞洲（Schroders Asia）執行董事
- 李熙瑜，前漁農處處長
- 麥詠濤（Deborah W McAulay），KFBG奠基者羅蘭士勳爵與賀理士爵士的孫女和孫甥女。
- 白理桃（Ruy Barretto），資深大律師
- 白丹尼（Daniel R. Bradshaw），孖士打律師行資深顧問律師，世界自然基金會香港分會董事委員會成員
- 包立賢先生是嘉道理父子有限公司的主席及嘉道理基金會信託人。包立賢於2000年5月至2013年9月都是中電控股有限公司的行政總裁，同時於2008年至2010年擔任香港總商會的主席。包立賢擁有劍橋大學碩士學位，以及哈佛商學院工商管理碩士。

## 地理環境
- 海拔：150米至600米；
- 擁有一半以上的香港本地植物；

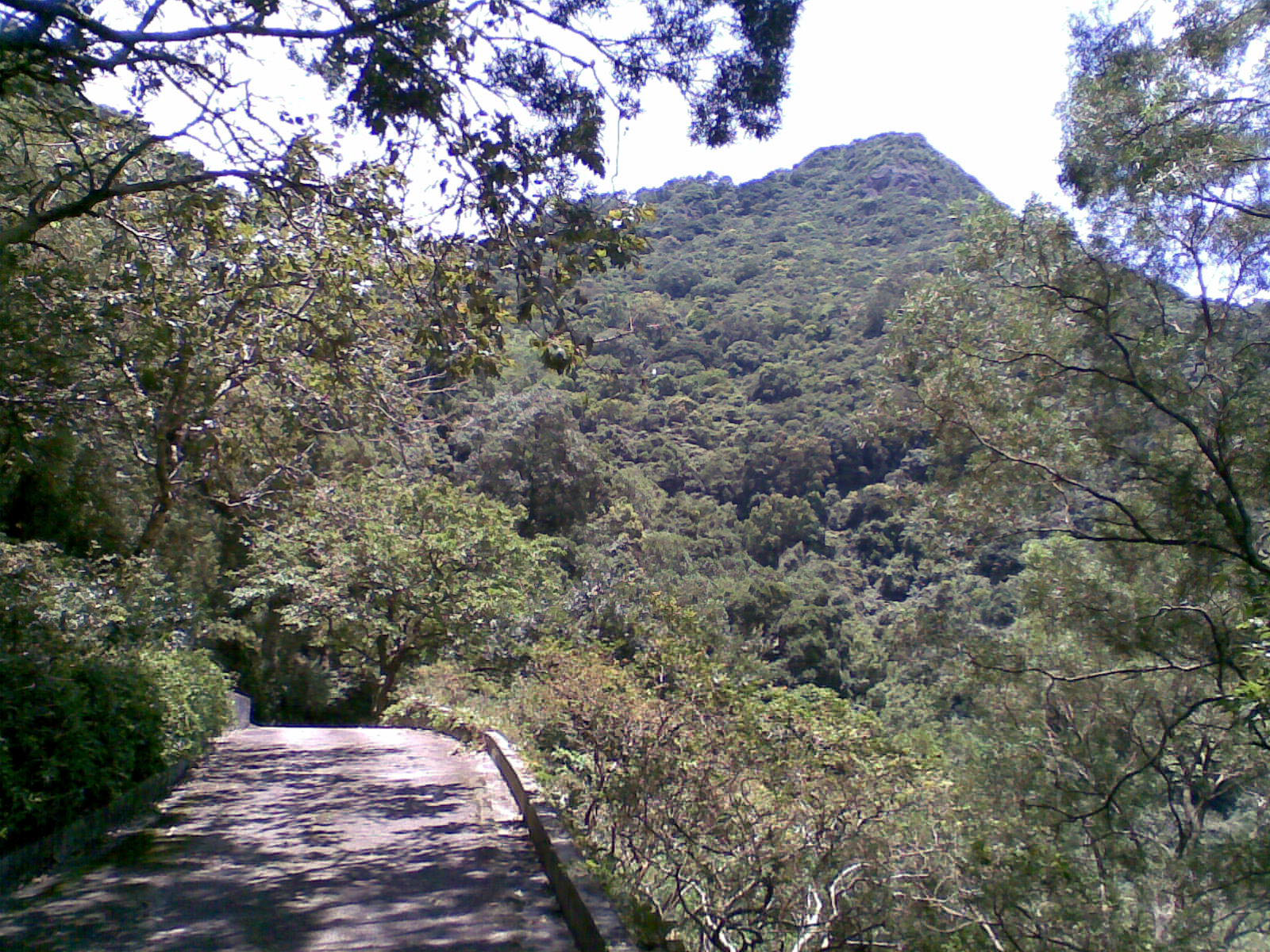
觀音山高1,812英呎/552米

- 飼養大部分香港的大型哺乳類動物、昆蟲、爬蟲類及兩棲類動物。大多是被拯救回來卻不能放回野外

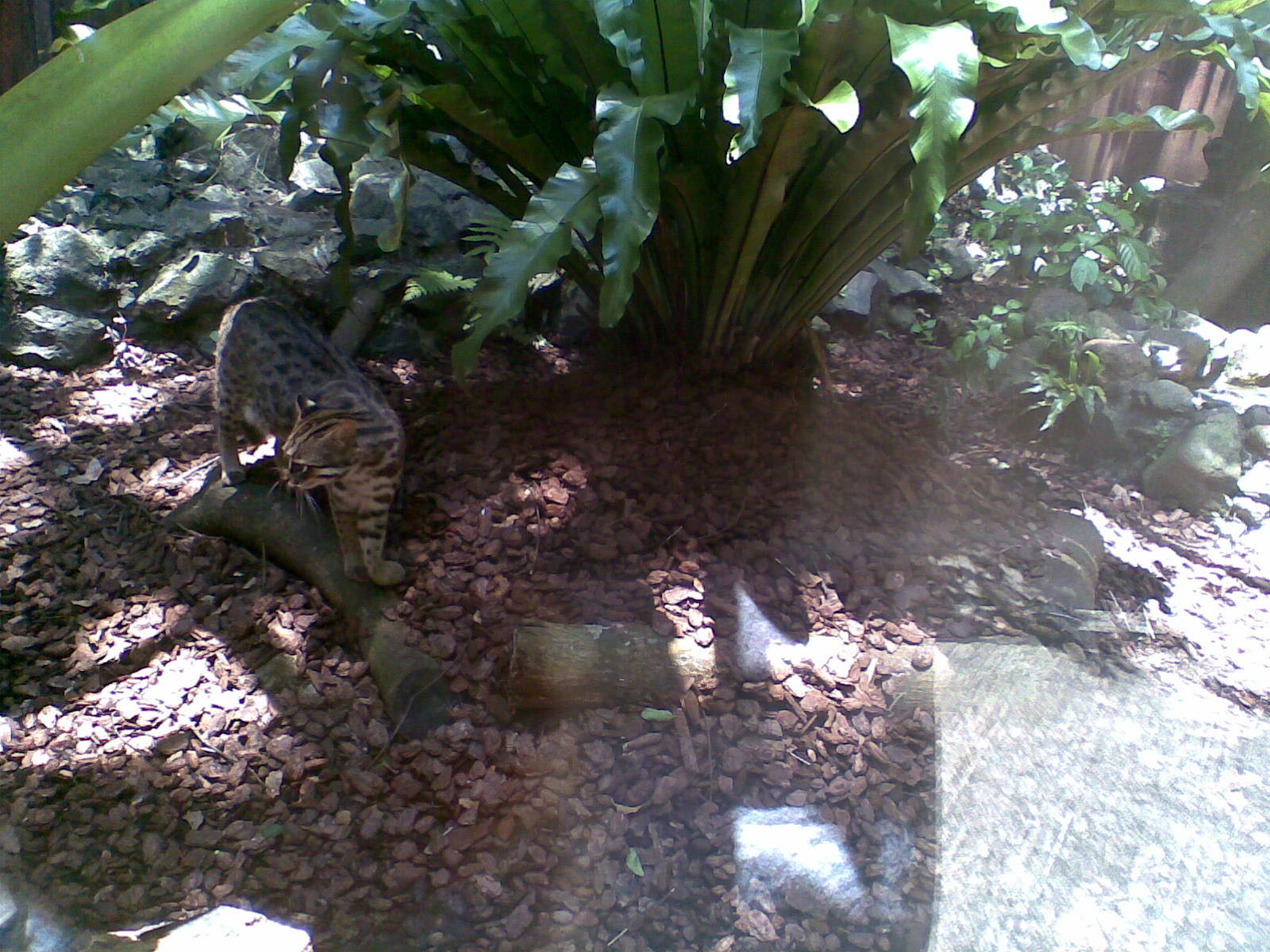
嘉道理農場暨植物園飼養的豹貓
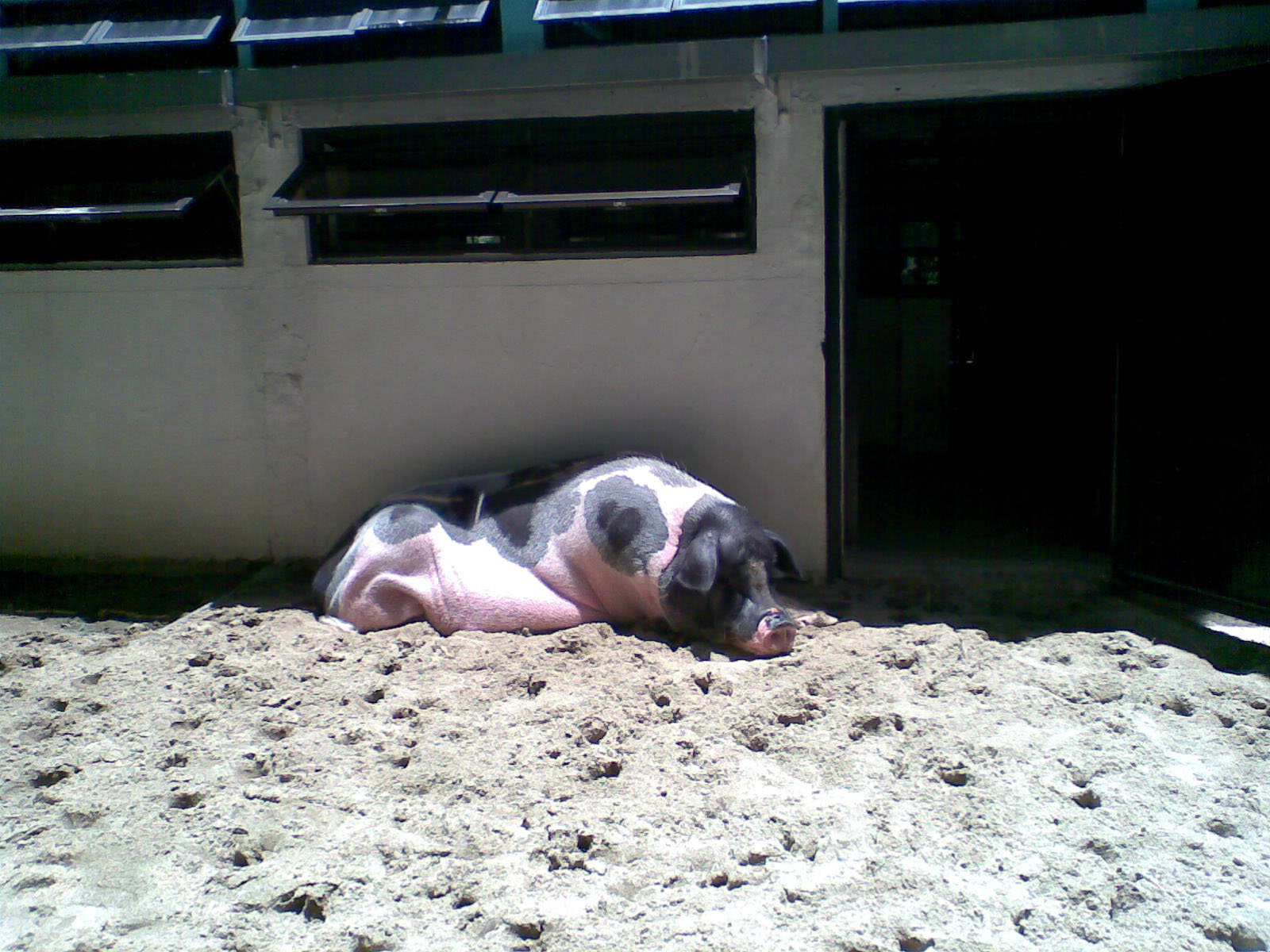
大花白豬
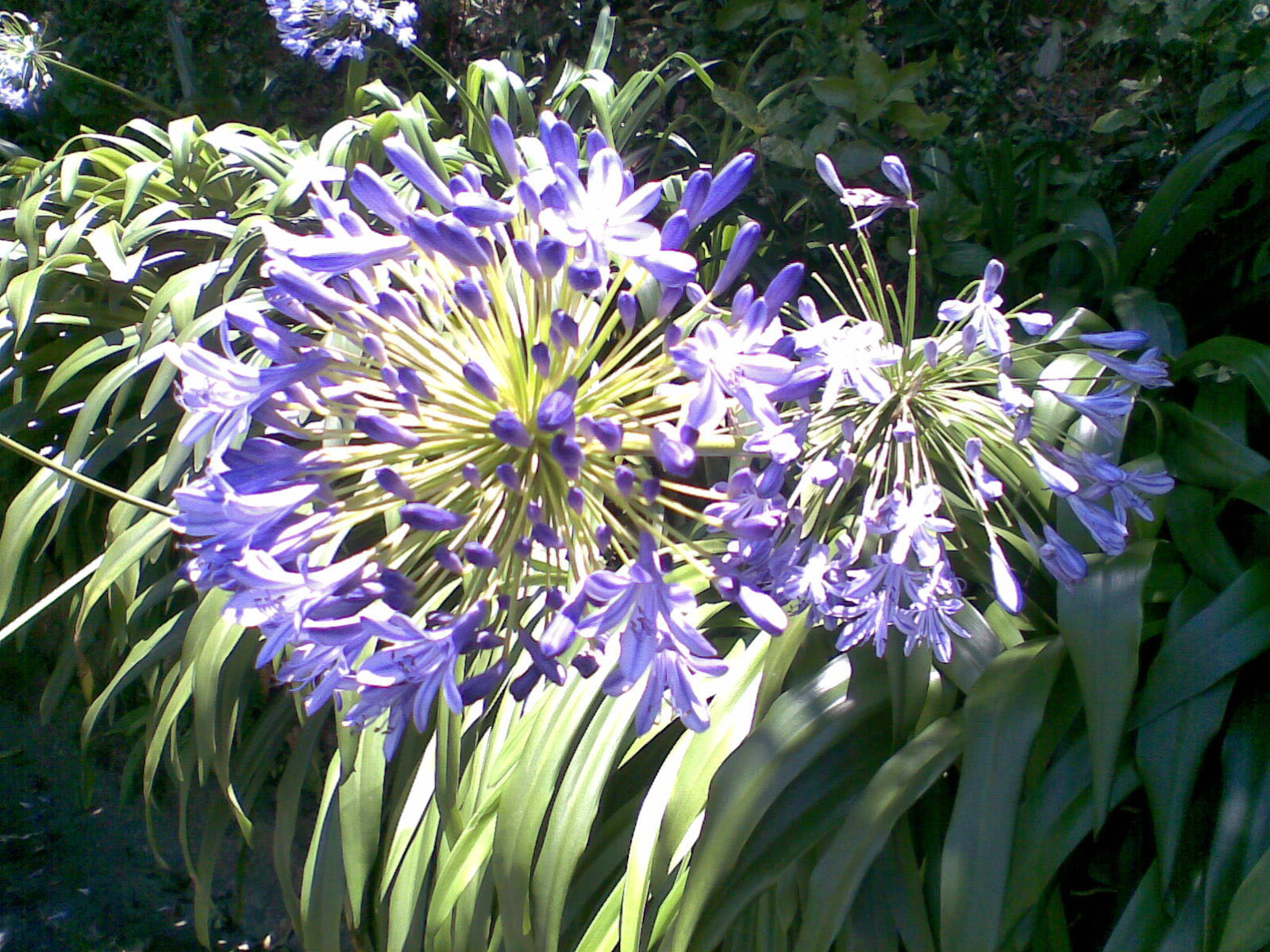
夏季盛開的百子蓮
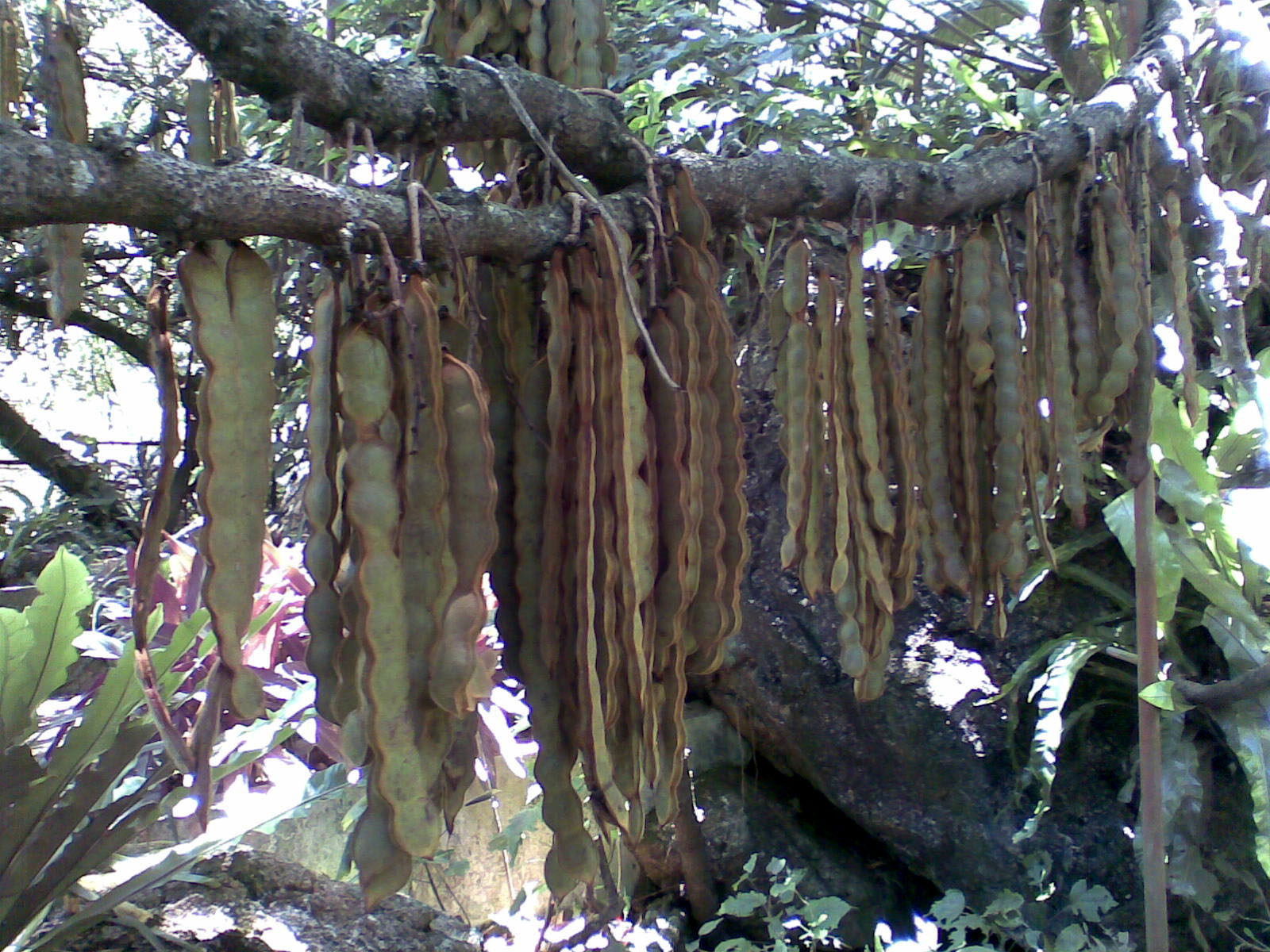
樣子趣怪的白花油麻藤種莢

## 氣候
| 嘉道理農場暨植物園（2010-2025） | 嘉道理農場暨植物園（2010-2025） | 嘉道理農場暨植物園（2010-2025） | 嘉道理農場暨植物園（2010-2025） | 嘉道理農場暨植物園（2010-2025） | 嘉道理農場暨植物園（2010-2025） | 嘉道理農場暨植物園（2010-2025） | 嘉道理農場暨植物園（2010-2025） | 嘉道理農場暨植物園（2010-2025） | 嘉道理農場暨植物園（2010-2025） | 嘉道理農場暨植物園（2010-2025） | 嘉道理農場暨植物園（2010-2025） | 嘉道理農場暨植物園（2010-2025） | 嘉道理農場暨植物園（2010-2025） |
| 月份                            | 1月                             | 2月                             | 3月                             | 4月                             | 5月                             | 6月                             | 7月                             | 8月                             | 9月                             | 10月                            | 11月                            | 12月                            | 全年                            |
| ------------------------------- | ------------------------------- | ------------------------------- | ------------------------------- | ------------------------------- | ------------------------------- | ------------------------------- | ------------------------------- | ------------------------------- | ------------------------------- | ------------------------------- | ------------------------------- | ------------------------------- | ------------------------------- |
| 历史最高温 °C（°F）             | 27.2 (81.0)                     | 28.3 (82.9)                     | 29.9 (85.8)                     | 31.6 (88.9)                     | 35.4 (95.7)                     | 33.8 (92.8)                     | 34.6 (94.3)                     | 35.7 (96.3)                     | 34.6 (94.3)                     | 34.0 (93.2)                     | 30.1 (86.2)                     | 27.3 (81.1)                     | 35.7 (96.3)                     |
| 平均高温 °C（°F）               | 17.7 (63.9)                     | 18.8 (65.8)                     | 21.5 (70.7)                     | 24.7 (76.5)                     | 27.5 (81.5)                     | 29.2 (84.6)                     | 30.2 (86.4)                     | 30.1 (86.2)                     | 29.4 (84.9)                     | 26.6 (79.9)                     | 23.3 (73.9)                     | 18.6 (65.5)                     | 24.8 (76.6)                     |
| 日均气温 °C（°F）               | 13.8 (56.8)                     | 14.8 (58.6)                     | 17.7 (63.9)                     | 21.1 (70.0)                     | 24.2 (75.6)                     | 26.5 (79.7)                     | 26.8 (80.2)                     | 26.6 (79.9)                     | 26.0 (78.8)                     | 22.9 (73.2)                     | 19.7 (67.5)                     | 14.7 (58.5)                     | 21.1 (70.0)                     |
| 平均低温 °C（°F）               | 11.1 (52.0)                     | 12.2 (54.0)                     | 14.5 (58.1)                     | 18.7 (65.7)                     | 21.9 (71.4)                     | 24.4 (75.9)                     | 24.5 (76.1)                     | 24.3 (75.7)                     | 23.6 (74.5)                     | 20.6 (69.1)                     | 17.7 (63.9)                     | 12.1 (53.8)                     | 18.8 (65.8)                     |
| 历史最低温 °C（°F）             | −0.4 (31.3)                     | 2.2 (36.0)                      | 5.1 (41.2)                      | 8.5 (47.3)                      | 13.1 (55.6)                     | 20.1 (68.2)                     | 21.6 (70.9)                     | 20.0 (68.0)                     | 19.0 (66.2)                     | 14.8 (58.6)                     | 9.0 (48.2)                      | 1.2 (34.2)                      | −0.4 (31.3)                     |
| 来源：香港天文台                |                                 |                                 |                                 |                                 |                                 |                                 |                                 |                                 |                                 |                                 |                                 |                                 |                                 |

## 工作範圍

### 永續生活農業部

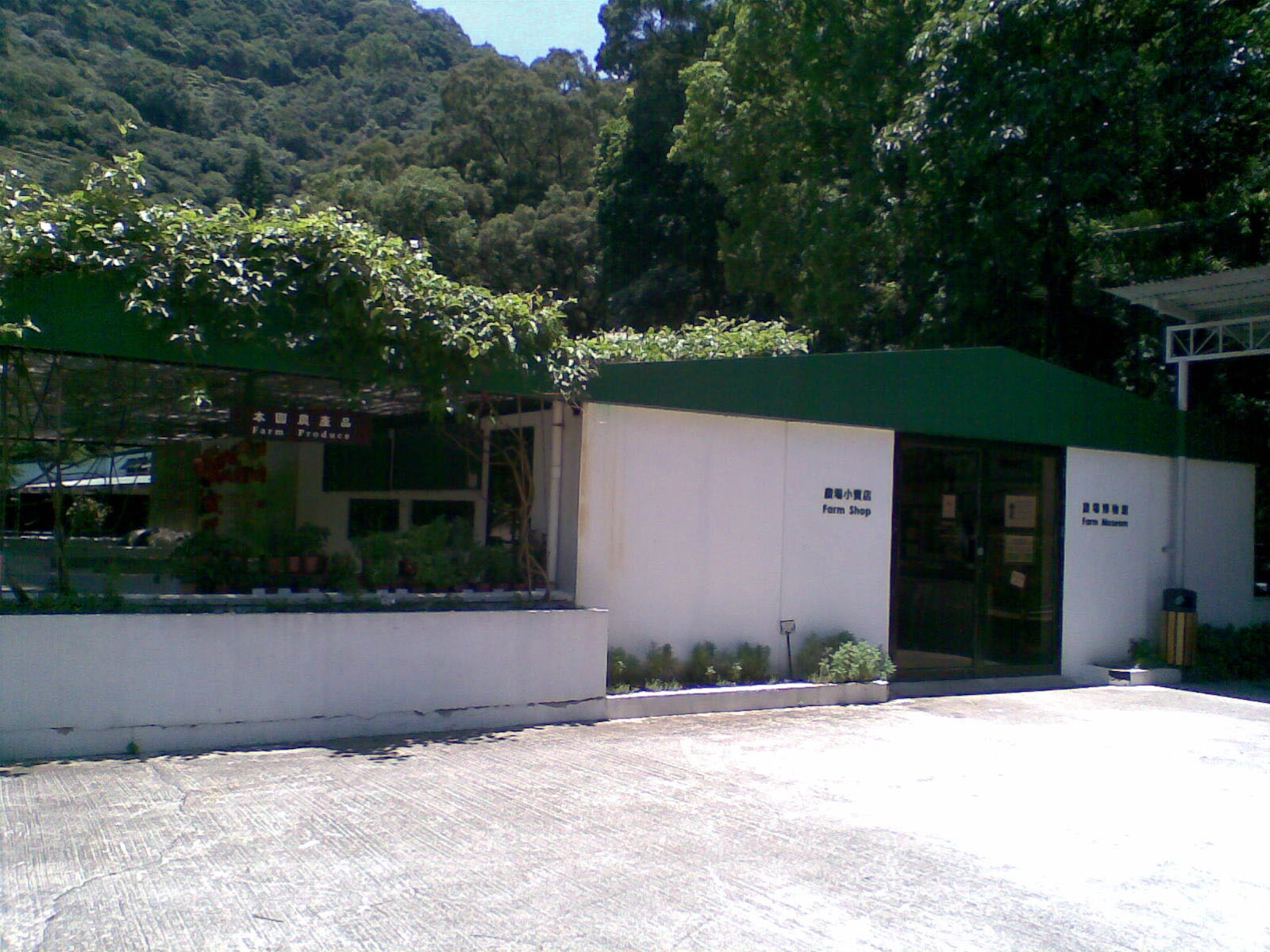
農場博物館及小賣店

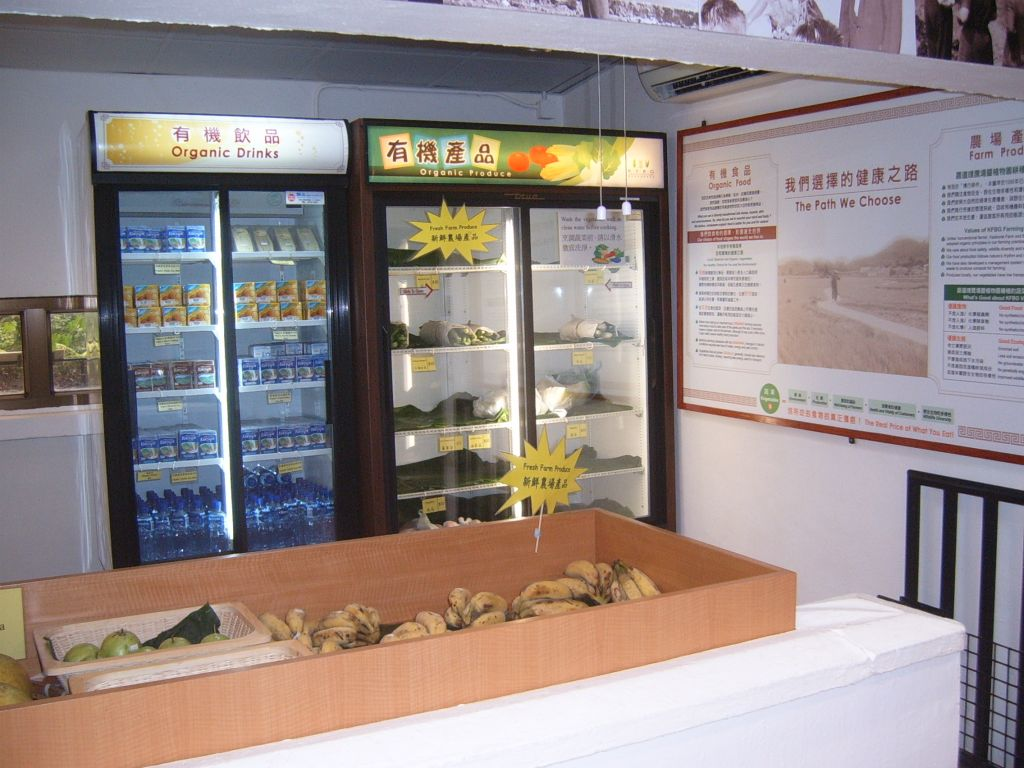
小賣店銷售有機食品

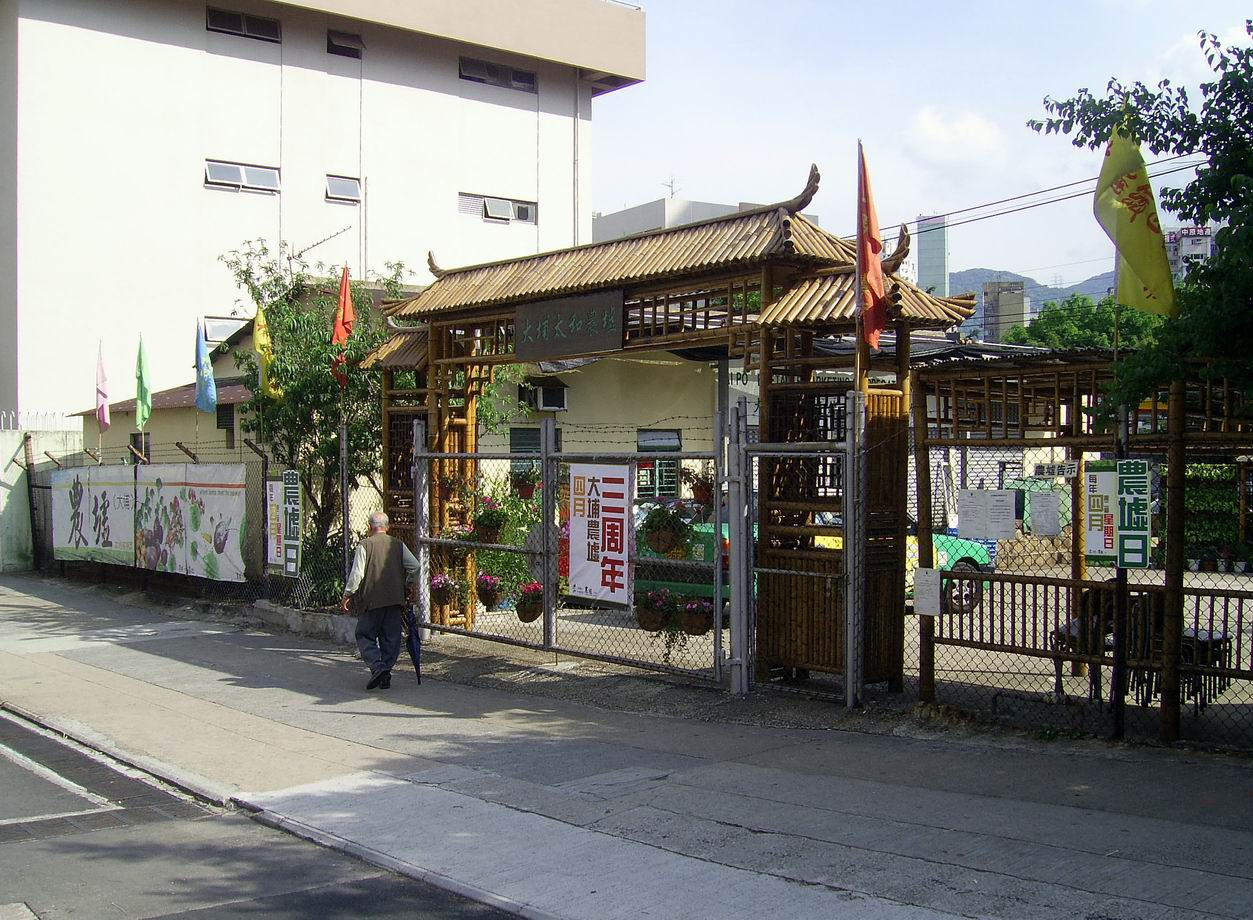
太和農墟

此部門致力推廣永續農業和永續生活，以及提倡農作物本地產、本地銷的基本理念。

#### 永續農業的生產示範
- 有機耕種，自1995年開始，嘉道理農場暨植物園已在場內0.4公頃的山坡上進行有機耕作，種出超過50種蔬菜和香草。嘉道理農場暨植物園有超過30年的梯田耕種經驗，場內大約17公頃的梯田闢作果園，種植了超過25種果樹。將經驗證有效的技巧引入生機園展覽，包括免掘耕種/護根方法、籃子堆肥、免掘耕種/籃子堆肥、花盆蚯蚓堆肥、方塊農圃、方塊苗圃等。但純粹示範，不像以往有大量生產,主要是保育環境及教育工作
  - 花盆蚯蚓堆肥，開發了三合一蚯蚓堆肥及種植籃，將廚餘放入容器進行蚯蚓堆肥，直接用作種植蔬菜或花卉的室內盆栽。
- 「果園復生計劃」，將採用單一種植法的舊荔枝/龍眼果園改造為種植多種農作物的農林間作生境。

#### 推廣具永續性的食物系統、健康食物及營養
- 香港有機農業協會，在1999年5月，嘉道理農場暨植物園與本地其他7個有機農場創立了「香港有機農業協會」，協會肩負建立並協調香港有機耕作生產者和支持者的聯繫及推廣和發展有機農作物市場。
- 有機農墟，2005年3月起，每月首個星期日舉辦有機農墟。

以往嘉道理農場暨植物園有機農墟及新界蔬菜產銷合作社有限責任聯合總社舉辦「太和農墟」，每月約有4個非政府組織及15個有機農場設置攤位，每次平均入場人次為1,500。近年只在天星碼頭舉辦農墟。2015年嘉道理農場暨植物園受政府妥協將歷史建築舊大埔警署翻新成為「綠匯學苑」以推廣永續生活及低碳煮食，並設有免費導賞團、工作坊、住宿及餐廳服務。

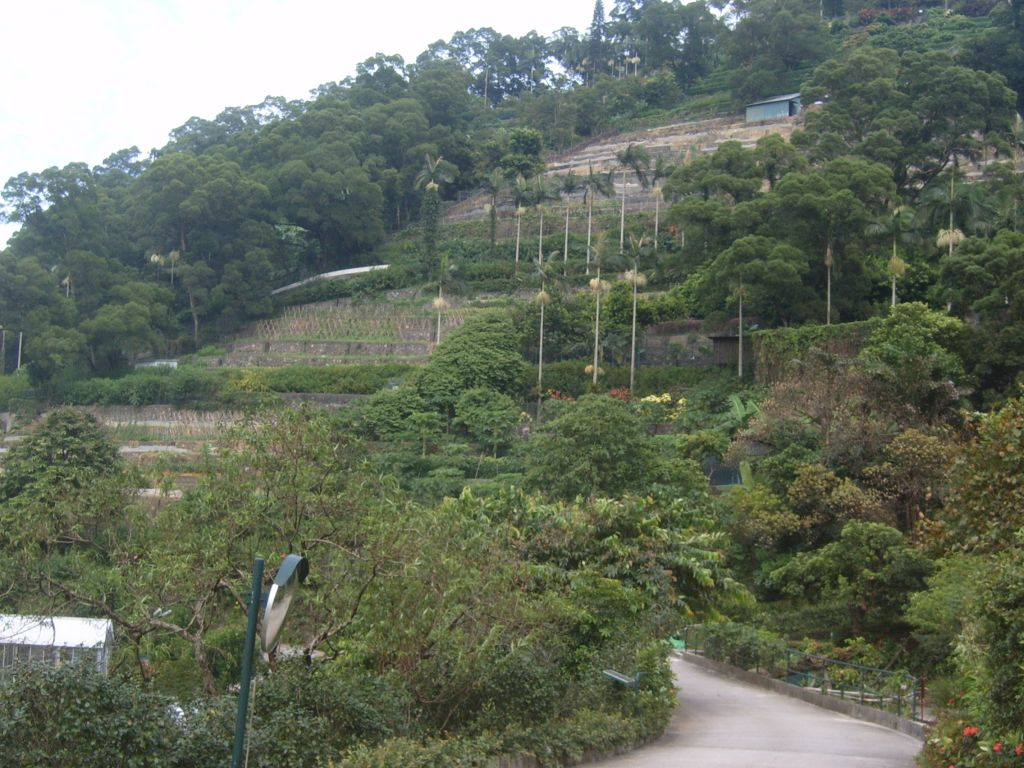
果園
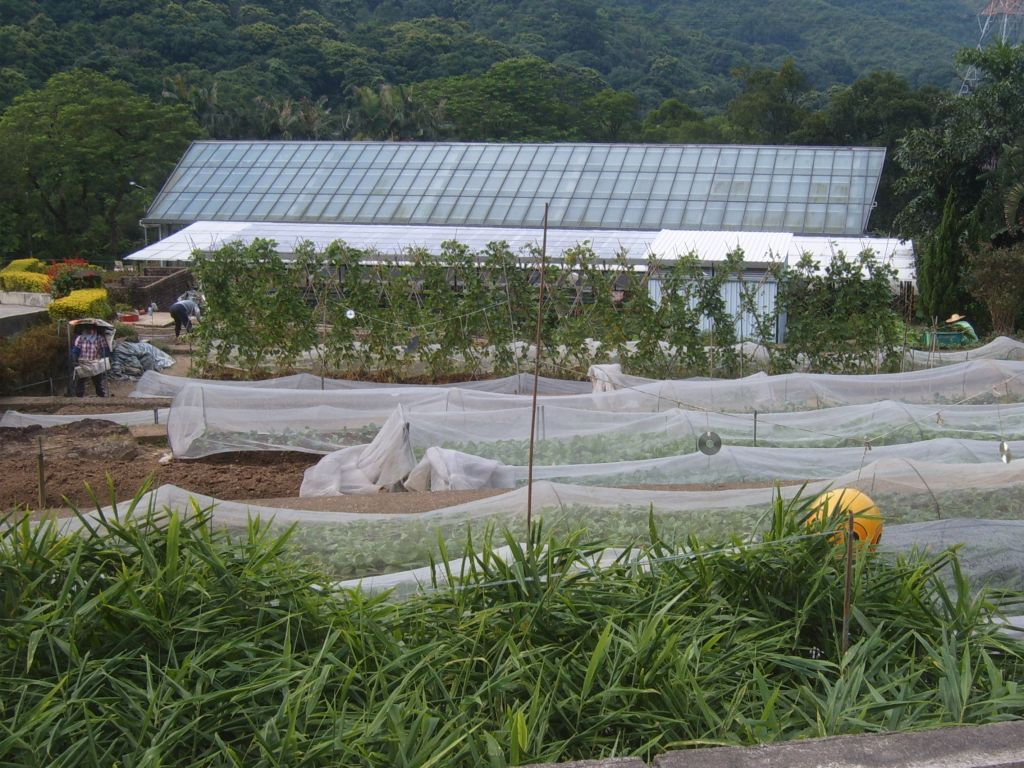
有機菜園
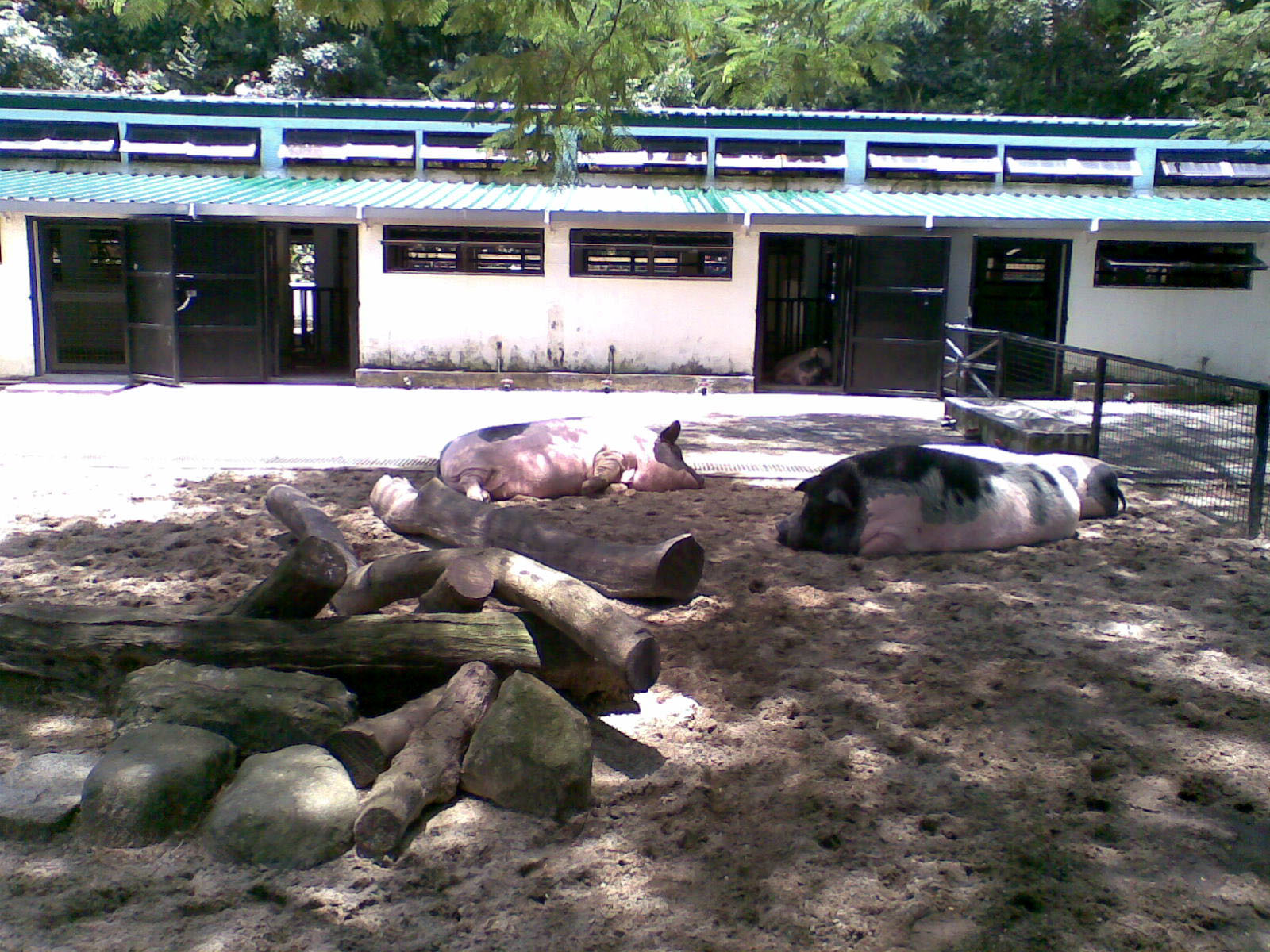
豬舍養有11隻大花白豬
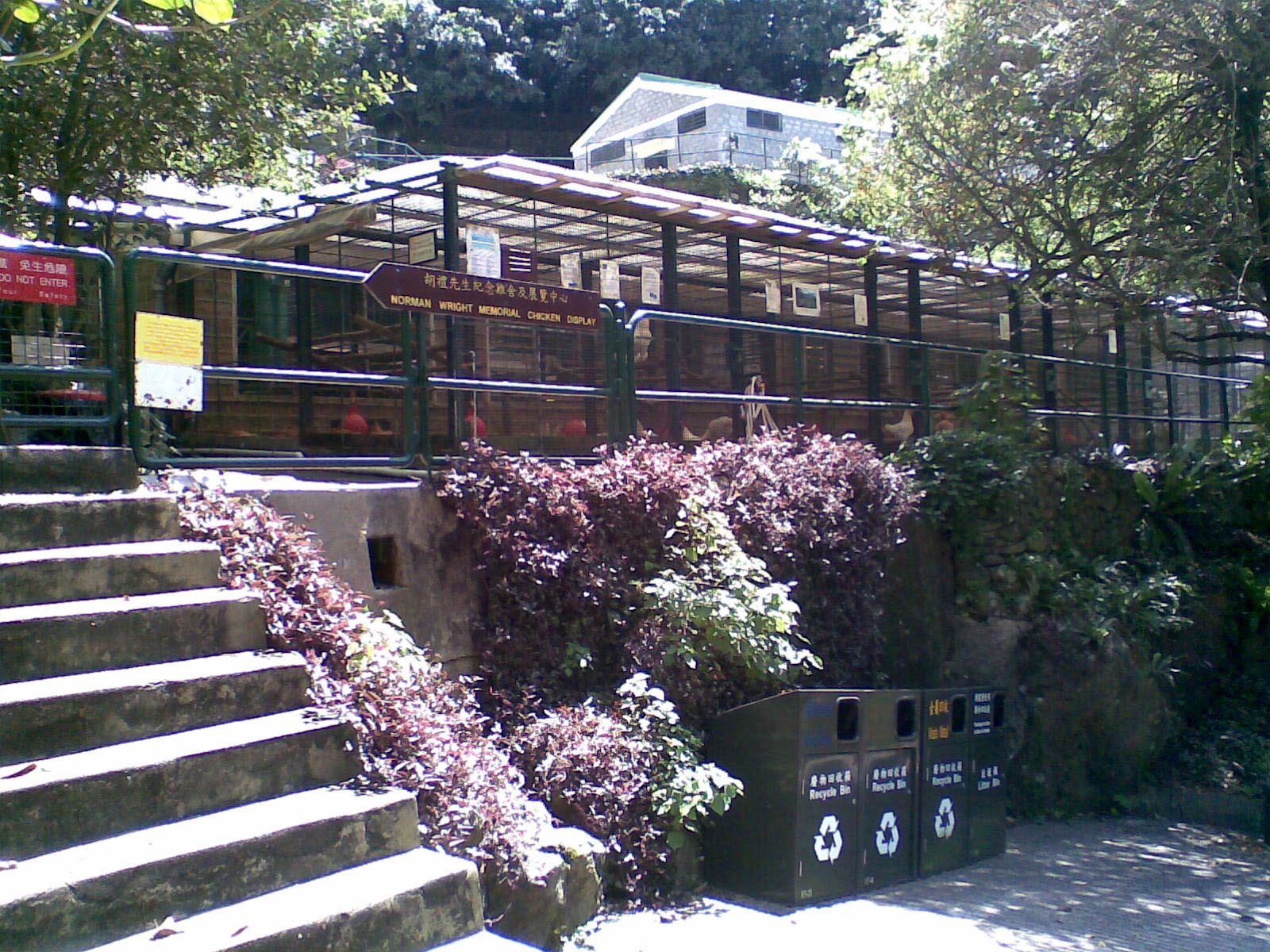
胡禮先生紀念雞舍

### 教育部

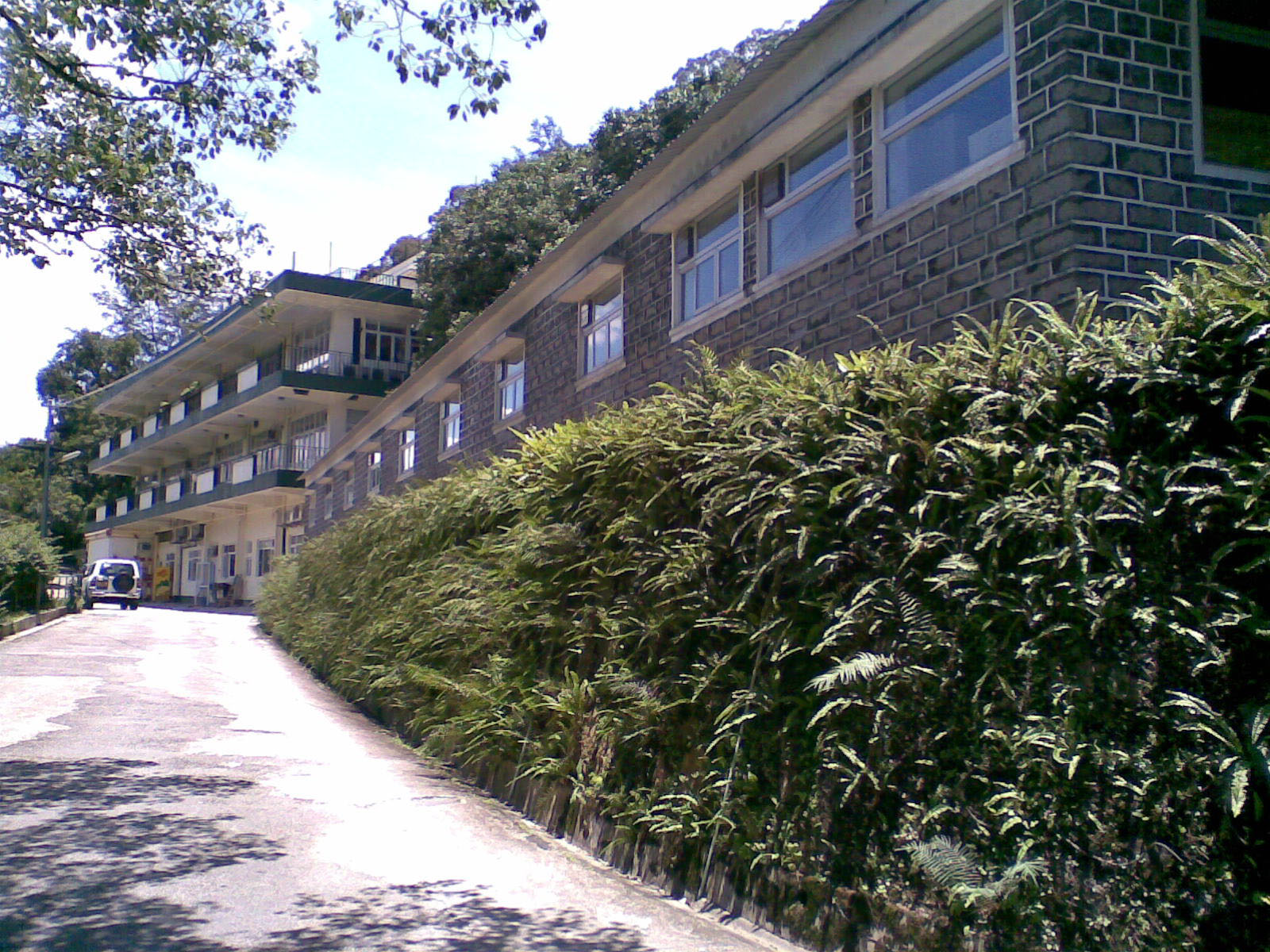
保育大樓及辦公室

致力提高大眾對人與環境關係的認識，透過保育和教育積極改善世界，推展多項為公眾和團體設計的活動。

#### 農場博物館
- 於2006年慶祝金禧紀念設立展覽回顧嘉道理農場暨植物園的歷史。

#### 接待嘉賓
嘉道理農場接待本港和海外訪客參觀。
- 於2006及2016年著名靈長類動物學學家珍古德博曾經到訪參觀。

#### 教育項目
教育部經常為不同年齡或團體舉辦多項活動，與不同政府部門及機構舉辦多類培訓課程及工作坊。
- 2007年至今植樹活動：於2005年開始在大帽山的山坡植樹。期間來自中學、專上學院、青少年組織、社區中心、慈善機構和專業團體等各界人士參與嘉道理農場暨植物園的植樹計劃。
- 地理資訊系統日2006：參加者可透過實地研究、空中攝影分析和數碼製圖技術勘查和探遊嘉道理農場暨植物園的景貌變遷。
- 蝙蝠講座及工作坊：包括「蝙蝠講座及生態步行」及「晚間蝙蝠生態考察團」，為教育工作者提供富創意，珍貴而有趣的教學工具和資源，應用於課堂和戶外教育活動，挑戰學生的思維，啟導學生多些關心大自然。
- 有多類型自然教育課程（動物及植物），木工工作坊，環境藝術課程及心靈與文化半日及一日工作坊供學校、社區中心、家庭及公衆人仕參與。
- 在社區舉辦大型主題展覽，例如藝術文化、籣花、蝙蝠、青蛙、蛇、龜及樹林。
- 兒童夏令日營、青少年夏令營、兒童自然藝術日營和親子日營
- 樹林生態教育項目
- 海外和本地藝術家註園創作及教育項目
- 自然保育出版
- 轉化的工作坊（啟迪思維、改變意識）
- 自然藝術活動
- 自然教育活動

### 動物保育部

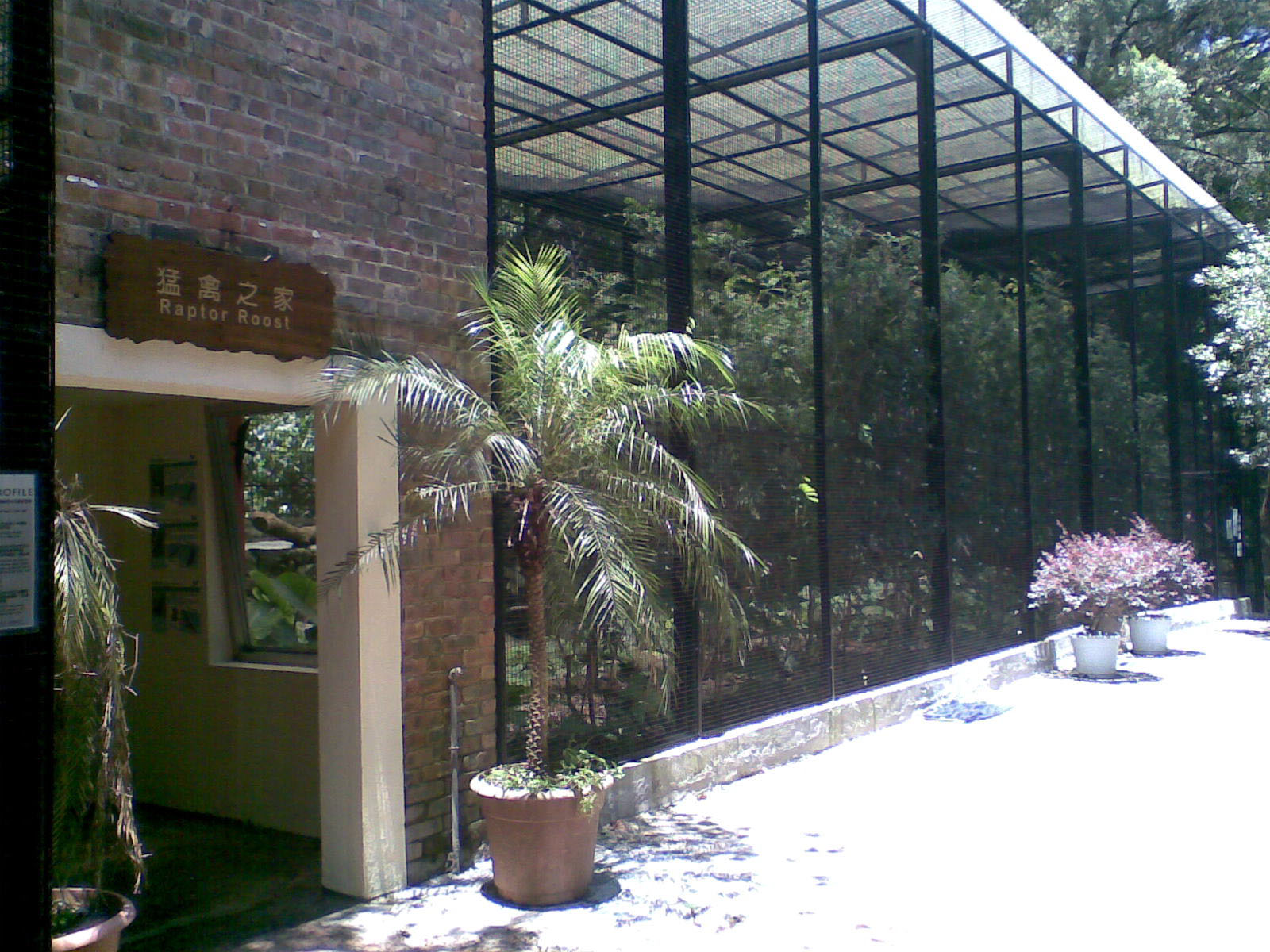
猛禽之家

動物保育部成立於1994年，最初稱為「動物保育及教育部」，項目包括野生動物拯救中心的獸醫院（由豬舍舊址更改建成）、設於猛禽護理中心的教育展覽、亞洲龜隻保育繁殖計劃及與世界性野生動物保育組織的緊密合作。部門亦有不同動物專家處理不同種類的動物。

#### 野生動物拯救中心
是全港唯一的野生動物拯救設施，自1994年開始香港政府便認許嘉道理農場暨植物園進行拯救野生動物的工作，獸醫院專門治療受傷的野生動物，並盡力把康復的動物送歸原本的棲息地。拯救中心亦為香港政府委托照料被充公的動物，將珍稀動物轉介至設有保育繁殖設施的國際認可機構。拯救中心肩負下列四項使命：
1. 接收本土物種，協助牠們重新投入大自然。
2. 充當暫時收容所。
3. 支持人工繁殖計劃，保存物種基因源。
4. 協助研究調查，提供珍貴的遺傳材料作分析研究。

2001年12月野生動物拯救中心接收了從馬來西亞偷運往中國野味市場作食用途中被香港政府截獲充公超過8,000隻淡水龜，最後中心為約4,500隻淡水龜在海外找到合適的居所。另外與香港警務處合作將誤闖住宅的蛇類放回大自然。

#### 保育工作
開展了一項以保育為目標的亞洲淡水龜繁殖計劃，對象包括三線閉殼龜。於2005年4月24日有賊人潛入偷去24隻金錢龜。香港的本地瀕危龜種包括金錢龜及平胸龜，除此以外，亦進行香港鬥魚的保育繁殖計劃，並監察盧氏小樹蛙在嘉道理農場暨植物園內的遷地保育計劃。

### 植物保育部

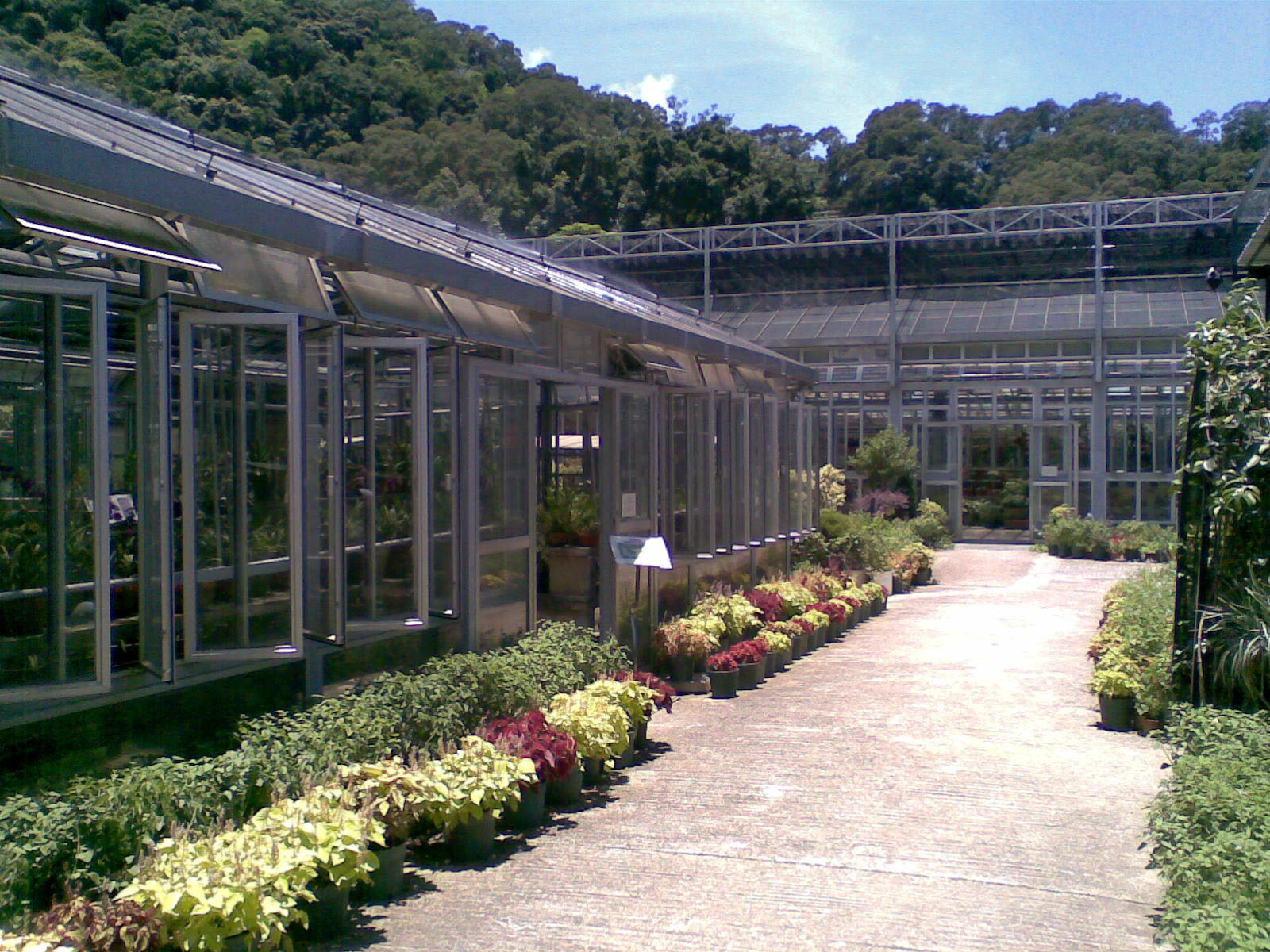
溫室

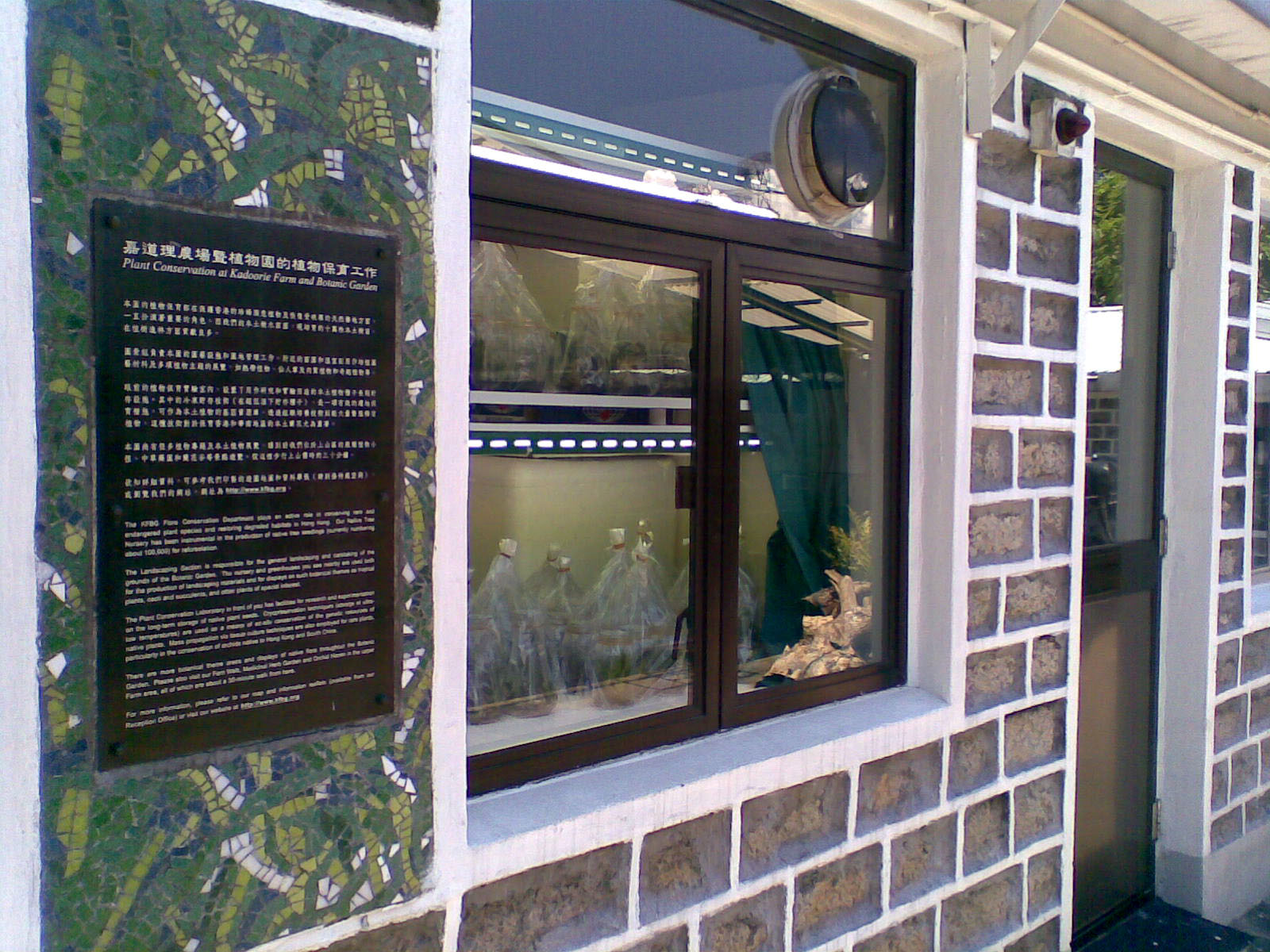
植物保育實驗室

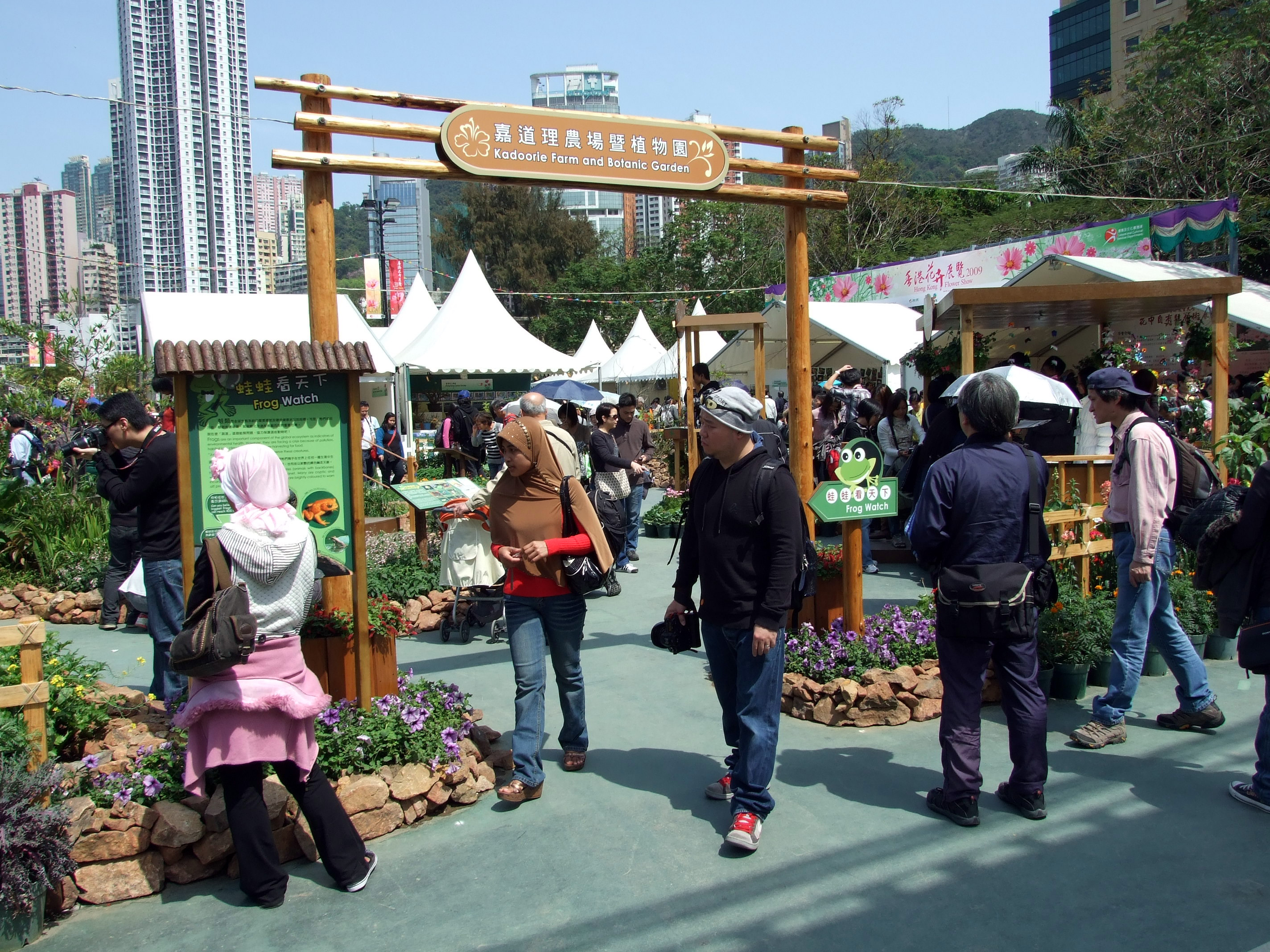
2009年香港花卉展覽中的展覽攤位

植物保育部於1994年成立，負責管理多個工作項目，均以植物保育為主，其中大部分亦兼顧繁殖工作。在園內不僅照料逾千個原生物種，更在香港及華南地區進行廣泛的野外考察。

#### 園藝組
以前是專責美化和保養園內各大小園圃的部門，併入植物保育部，主力選用本土植物由其下的苗圃擔起培植的工作。是植物保育部的公關大使，既協助學校及其他組織處理園藝問題，亦負責設計展覽攤位，在香港花卉展覽等場合中展出。

#### 樹木保育及管理
- 致力加強與「國際樹木學會」（ISA）的合作，派員參加該會舉辦的研討會、正規培訓班和考察團，此外亦協助該會將 ISA《樹木攀爬者指南》的詞彙翻譯成中文。
- 協助民政事務總署保護著名的林村許願樹，包括提供指導及技術支援。
- 羅漢松保育，聯同水警總區及漁農自然護理署展開為期6個月的試驗研究，調查羅漢松種群在本港的分佈現況，打擊非法砍伐和偷運羅漢松活動。

#### 蘭花保育組
遷地繁殖珍稀瀕危蘭花是嘉道理農場暨植物園植物保育工作其中一個重要範疇，利用無菌種子培養法繁殖本土蘭花，並曾在2016年舉辦國際籣花保育會議。

#### DNA化驗室
能分柝動植物DNA 化驗所

#### 種子庫
收集植物的種子進行萌發測試及低温儲存技術。

#### 蝴蝶園
從管理蝴蝶園累積的豐富經驗，讓嘉道理農場暨植物園可以透過提供意見，贈送蝴蝶幼蟲寄主植物及蜜源植物，與外界包括香港濕地公園、鳳園蝴蝶保護區、蒲窩環境資源中心及皇仁舊生會中學分享成果。

### 嘉道理中國保育
主要圍繞森林保育、重要物種保護、永續農業及永續生活這四大範疇，並不斷在內地開拓夥伴合作關係，相關工作得到内地專家及政府機構認同。

## 景點

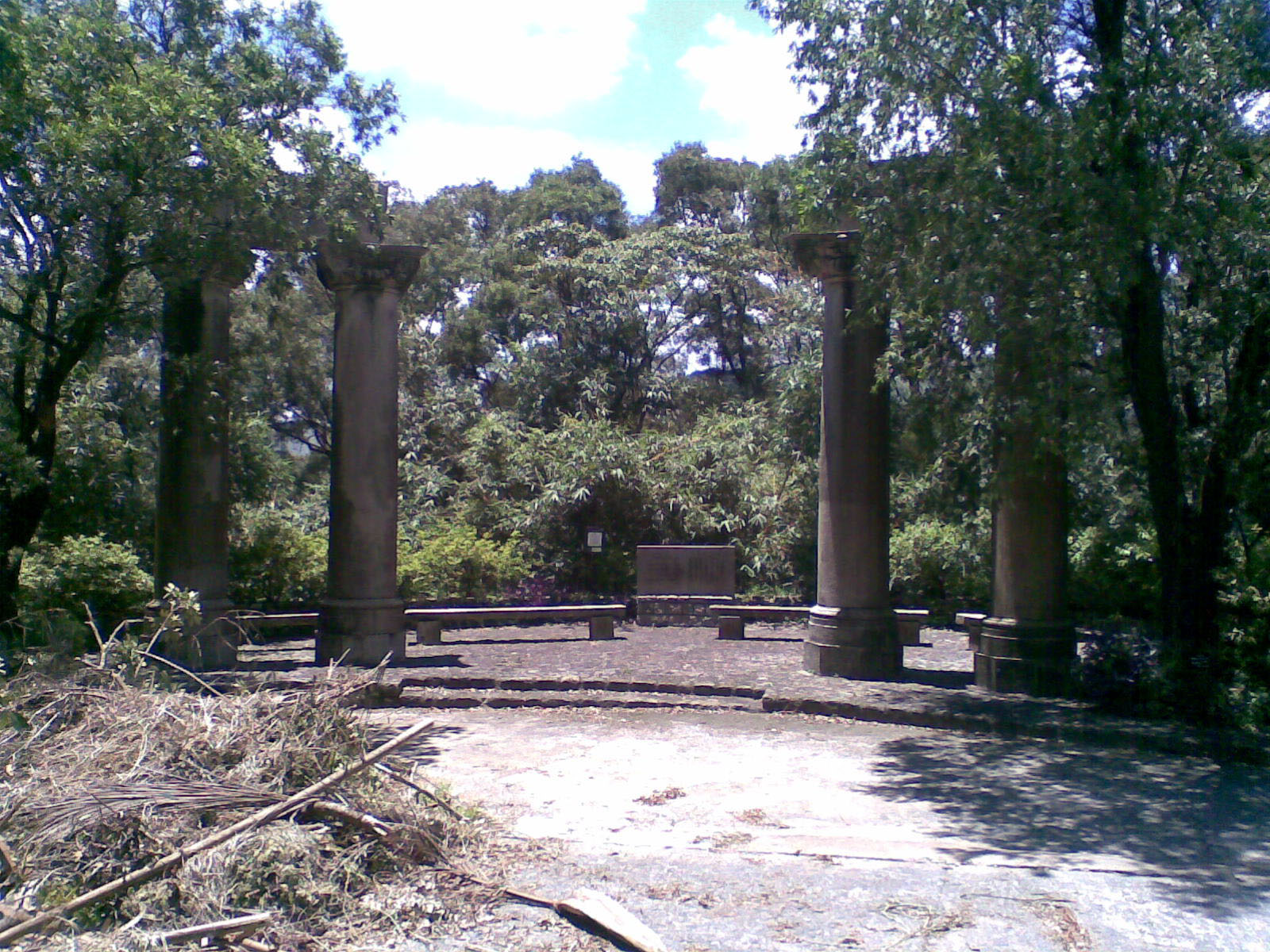
四柱擎天

### 動物
- 艾先生猛禽護理中心，成立於1994年4月，原名，內有褐魚鴞及松雀鷹。
- 鸚鵡護理中心，由6個寬闊的鳥籠組成，住客包括9隻外來鸚鵡，有藍黃金剛鸚鵡、非洲灰鸚鵡（Psittacus erithecus）及橙翅鸚哥（Amazona amazonica）小葵花鳳頭鸚鵡，牠們大多是遭人遺棄的寵物。
- 蝴蝶園，於1995年成立，是為蝴蝶及其幼蟲提供花蜜及其他食物的戶外花園。
- 野生動物拯救中心（未對外開放）
- 翟克誠野生動物護理中心，赤麂、短吻果蝠、豹貓及野豬在此棲息。
- 猴子樂園，恆河猴及長尾獼猴在此棲息。
- 昆蟲館，除有教育展板闡釋各種昆蟲外，遊客更可從館內的「螞蟻隧道」親自窺探世上千奇百怪的螞蟻及欣賞本土螞蟻模型。
- 爬蟲類及兩棲類動物展覽館，當中住著不少本土動物，例如香港瘰螈、大蛤蚧及綠樹蟒。
- 淡水生物屋，是淡水魚及水生昆蟲展覽屋，包括珍稀瀕危的香港鬥魚及外來物種對本地生態影響。
- 野生動物圍，位於錦鯉池上方的3個池塘飼有多種本土及外來水鳥，如凱門鱷及由巴哈馬共和國贈送之大紅鸛 。
- 胡禮先生紀念雞舍及展覽中心（未對外開放），遊客可在農場小賣部購買嘉道理農場暨植物園出產的雞蛋，並沒有雞隻出售。
- 豬舍，可以見到原生於廣東中部的大花白豬，大花白豬對嘉道理農場在1950年代培殖的花縣豬種非常重要，後來因為其肉質脂肪高而不受農民歡迎。
- 爬行動物觀賞台，水巨蜥及金頭澤巨蜥在此棲息。
- 映日園動物展覽館，中國水龍及狨猴在此棲息。
- 本土哺乳動物屋，豹貓在此棲息。
- 小灣鱷貝貝在遷居香港濕地公園前曾寄居嘉道理農場暨植物園[13]，現時供揚子鱷居住。
- 大嶼山昂坪360工程從外地輸入的騾子作載運牲口，其中兩隻  和  於2005年7月加入嘉道理農場暨植物園，開始在山坡運輸物料。

### 植物
- 溫室
- 蘭花保育園
- 蕨類植物小徑，遊客可沿途觀賞到130多種蕨類植物，每種都按其生長習性來釐定種植位置。
- 木蘭園（未對外開放），是華南珍稀木蘭的遷地保育和教育中心，育有30多種木蘭。
- 植物與我溫室
- 森林果園示範

### 攝影熱點
- 嘉道理兄弟紀念亭，建於1997年，紀念創辦人賀理士爵士及羅蘭士勳爵。
- 彩虹亭
- 世界主要城市指示牌，建於1970年代，顯示全球幾乎所有大城市的方向及距離，但所指示的方向不十分準確。
- 四柱擎天，前香港中央郵政總局的門柱，1976年由抗戰英雄梁潤昌先生（Mr. Y.C. Liang, CBE）捐贈予嘉道理農場暨植物園後移放於此。
- 櫻花[14]

### 天然風物
- 大瀑布，源頭於大帽山的溪澗。
- 熱氣洞，位於「觀音山」的山巔，海拔572米處有一個石堆的裂縫，當氣温和濕度低，可以看到暖暖霧氣由裂缝湧出[15]。
- 擎天徑
- 園區有很多不同品種樹木及植物，因此在開花時間是許多攝影發燒友的去處

### 古蹟
- 古代祭壇，位於「觀音山」的山癲，海拔572米處，設有一個500多年歷史的觀音祭臺。

### 教育
- 免費藝術小工作坊（藝舍）
- 主題攤位介紹保育工作（接待處）

### 永續生活及農業
- 污水處理示範
- 有機耕種示範（不再是昔日農場有大量耕種活動，已經是—所保育研究及教育中心）

## 參觀安排

#### 開放時間
每天09:30-17:00

#### 入場費用
| 類別                                       | 一般參觀每位費用                           | 園內觀光巴士收費 |
| ------------------------------------------ | ------------------------------------------ | ---------------- |
| 成人（12-59歲，包括學生）                  | HK$50                                      | HK$30            |
| 小童（4-11歲）                             | HK$25                                      | HK$15            |
| 幼童（4歲以下）                            | 免費                                       | 免費             |
| 學校、註冊慈善團體及政府團體（20人或以上） | HK$20                                      | 不適用           |
| 5歲以下、60歲或以上及合資格殘疾人士        | 星期一至五：免費 星期六、日及公眾假期HK$20 | HK$10            |

## 公共設施
- 停車場，需提前預約並繳納港幣二百元按金。
- 素食亭，由合作機構新生精神康復會經營。
- 盥洗室

## 公共交通
- 乘坐東鐵綫在大埔墟站或太和站下車，轉乘由九巴64K線（往元朗西方向），在嘉道理農場暨植物園的大門前下車。
- 乘坐屯馬綫在錦上路站下車，轉乘由九巴64K線（往大埔墟站方向），在嘉道理農場暨植物園的大門對面下車。
- 在大埔墟或元朗市搭乘紅色小巴（來往元朗至大埔），在嘉道理農場暨植物園的大門對面下車即可。

| 64K | 大埔墟站 | ⇄ | 元朗（西） |                          |
| 64P | 大埔墟站 | → | 嘉道理農場 | 只限平日下午繁忙時間服務 |